# 毅力谷區
</ref>
| area     = 1.4
| dist1    = 1
| location1= 布里斯本中央商业区
}}
毅力谷區（Fortitude Valley）是澳大利亚昆士兰州首府布里斯班市中心的一个区，位于布里斯本中央商业区东北部，是布里斯班夜生活的中心之一，以夜总会酒吧和成人娱乐著称。由于该地过于密集的酒吧和成人娱乐，该区也是布里斯班最不安全的区之一，犯罪率名列前茅，犯罪的绝对数量则是大布里斯班第一。根据2011年澳大利亚人口普查数据，毅力谷人口5,615人。在20世纪50年代，曾是澳大利亚中央商务区以外最大的购物区。